# Digitaria eriostachya
Digitaria eriostachya är en gräsart som beskrevs av Carl Christian Mez. Digitaria eriostachya ingår i släktet fingerhirser, och familjen gräs. Inga underarter finns listade i Catalogue of Life.